# Soembahoningzuiger
De Soembahoningzuiger (Cinnyris buettikoferi; synoniem: Nectarinia buettikoferi) is een zangvogel uit de familie Nectariniidae (honingzuigers).

## Verspreiding en leefgebied
Deze soort is endemisch op het Indonesische eiland Soemba, behorende tot de Kleine Soenda-eilanden.